# Nagakura Hayate
Nagakura Hayate (sinh ngày 29 tháng 4 năm 1996) là một cầu thủ bóng đá người Nhật Bản.

## Sự nghiệp câu lạc bộ
Nagakura Hayate hiện đang chơi cho FC Gifu.